# 주트리니다드 토바고 대한민국 대사관
주트리니다드 토바고 대한민국 대사관(영어: Embassy of the Republic of Korea in Trinidad and Tobago)은 트리니다드 토바고 포트오브스페인에 위치하고 있는 대한민국 대사관이다. 이 공관은 가이아나, 바베이도스, 그레나다, 세인트루시아, 세인트빈센트 그레나딘 주재 대한민국 대사관을 겸임한다.

## 역사
- 1962년 9월 18일: 대한민국 정부가 트리니다드 토바고를 독립 국가로 승인
- 1985년 7월 23일: 대한민국과 트리니다드 토바고 간의 외교 관계 수립
- 1985년 11월 28일: 포트오브스페인에 주트리니다드 토바고 대한민국 대사관이 개설됨
- 1999년 3월 1일: IMF 구제금융 체제의 여파로 인하여 주트리니다드 토바고 대한민국 대사관 폐쇄, 주베네수엘라 대한민국 대사관에서 겸임
- 2008년 2월 11일: 주트리니다드 토바고 대한민국 대사관이 1인 공관 형식으로 재개설됨
- 2009년 3월 12일: 주트리니다드 토바고 대한민국 대사관이 정식 대사관으로 승격됨

## 역대 대사
- 제1대: 주동운 (1985년 11월 ~ 1989년 3월)
- 제2대: 박부열 (1989년 3월 ~ 1992년 3월)
- 제3대: 송영식 (1992년 3월 ~ 1995년 1월)
- 제4대: 유병훈 (1995년 2월 ~ 1997년 9월)
- 제5대: 이윤복 (1997년 9월 ~ 1999년 2월)
- 제6대: 권용규 (2009년 3월 ~ 2012년 3월)
- 제7대: 황원근 (2012년 3월 ~ 2015년 4월)
- 제8대: 이두영 (2015년 4월 ~ 2018년 5월)
- 제9대: 성문업 (2018년 5월 ~ 2021년 8월)
- 제10대: 오동일 (2021년 8월 ~ 2024년 8월)
- 제11대: 권세중 (2024년 8월 ~ 현재)

## 같이 보기
- 대한민국-트리니다드 토바고 관계
- 대한민국의 재외공관 목록